# Bzionek
Bzionek (przyp. nazwa wywodzi się od bzu czarnego) – leśny demon ze Śląska.
Duszek opiekuńczy, przybierający postać małego ludzika. Bronił obejścia przed złymi czarami i żył pod krzakiem czarnego bzu.
Z tego powodu ludzie darzyli tę rosnącą roślinę w pobliżu domostw nabożną czcią. Nie wolno było ścinać bzu, wykopywać ani palić w piecu. Wylewano pod nim wodę po obmyciu zmarłego, aby odpędzić nieszczęście. Niekiedy pod krzak bzu zanoszono szczególnie mocno gorączkujące dziecko, w nadziei, że bzionek zabierze z niego chorobę.